# Jurij Borzakovskij
Jurij Michajlovič Borzakovskij (in russo Юрий Михайлович Борзаковский?; Kratovo, 12 aprile 1981) è un ex mezzofondista russo, medaglia d'oro negli 800 metri piani ai Giochi olimpici di Atene 2004.

## Biografia
Nel 1999 conquistò il suo primo titolo vincendo la medaglia d'oro negli 800 metri agli Europei juniores a Riga.
Debuttò nel panorama internazionale vincendo l'oro agli Europei indoor 2000 svoltisi a Gand, all'età di soli 18 anni. Quello stesso anno conquistò la finale ai Giochi olimpici di Sydney, dove concluse la gara al 6º posto.
All'inizio del 2001 si laureò campione del mondo degli 800 metri ai Mondiali indoor di Lisbona. Il 24 agosto realizzò il tempo di 1'42"47 a Bruxelles, nuovo primato nazionale russo e miglior crono dell'anno, ma nonostante questo decise di non prendere parte ai Mondiali di quell'anno ad Edmonton.
Il 2002 fu un anno da dimenticare per Borzakovskij, che non riuscì nemmeno a qualificarsi per la finale degli Europei di Monaco di Baviera.
Nel 2003 ottenne il primo risultato di rilievo all'aperto, vincendo l'argento sugli 800 metri ai Mondiali di Parigi, preceduto soltanto dall'algerino Djabir Saïd-Guerni.
In occasione dei Giochi olimpici di Atene 2004 raggiunse il risultato principale della sua carriera sferrando l'attacco decisivo in finale a 150 metri dal traguardo risalendo dalle retrovie e riuscendo a sconfiggere il tre volte campione del mondo danese di origini keniote Wilson Kipketer, che sorpassò soltanto negli ultimi 20 metri della corsa. In quell'occasione Kipketer, che condusse la gara fino alla fine, dovette accontentarsi della medaglia di bronzo, preceduto anche dal sudafricano Mbulaeni Mulaudzi.
Ai Mondiali 2005 di Helsinki Borzakovskij ottenne l'argento preceduto dal bahrayni Rashid Ramzi, che lo sconfisse in un'altra finale molto combattuta.
Nel 2006 vinse il bronzo ai Mondiali indoor di Mosca, rinunciando poi a partecipare agli Europei di Göteborg.
Agli Europei indoor 2009 di Torino, conquista il suo secondo oro sulla distanza degli 800 metri in un campionato europeo indoor.

## Record nazionali

### Seniores
- 800 metri piani: 1'42"47 ( Bruxelles, 24 agosto 2001)
- 1.000 metri piani: 2'15"50 ( Stoccolma, 22 luglio 2008)
- 800 metri piani indoor: 1'44"15 ( Karlsruhe, 27 gennaio 2001)
- 1.000 metri piani indoor: 2'17"10 ( Mosca, 1º febbraio 2009)
- Staffetta 4×800 metri indoor: 7'15"77 ( Mosca, 10 febbraio 2008)  (Roman Trubeckoj, Dmitrij Bukreev, Dmitrij Bogdanov, Jurij Borzakovskij)

## Palmarès
| Anno | Manifestazione   | Sede      | Evento      | Risultato  | Prestazione | Note                                     |
| ---- | ---------------- | --------- | ----------- | ---------- | ----------- | ---------------------------------------- |
| 1999 | Europei juniores | Riga      | 800 m piani | Oro        | 1'50"38     |                                          |
| 2000 | Europei indoor   | Gand      | 800 m piani | Oro        | 1'47"92     |                                          |
| 2000 | Giochi olimpici  | Sydney    | 800 m piani | 6º         | 1'45"83     |                                          |
| 2001 | Mondiali indoor  | Lisbona   | 800 m piani | Oro        | 1'44"49     |                                          |
| 2001 | Europei under 23 | Amsterdam | 400 m piani | Oro        | 46"06       |                                          |
| 2002 | Europei          | Monaco    | 4×400 m     | Argento    | 3'01"34     |                                          |
| 2003 | Mondiali         | Parigi    | 800 m piani | Argento    | 1'44"84     |                                          |
| 2004 | Giochi olimpici  | Atene     | 800 m piani | Oro        | 1'44"45     |                                          |
| 2005 | Mondiali         | Helsinki  | 800 m piani | Argento    | 1'44"51     |                                          |
| 2006 | Mondiali indoor  | Mosca     | 800 m piani | Bronzo     | 1'47"38     |                                          |
| 2007 | Mondiali         | Ōsaka     | 800 m piani | Bronzo     | 1'47"39     |                                          |
| 2008 | Mondiali indoor  | Valencia  | 4×400 m     | 6º         | 3'15"38     |                                          |
| 2008 | Giochi olimpici  | Pechino   | 800 m piani | Semifinale | 1'46"53     |                                          |
| 2009 | Europei indoor   | Torino    | 800 m piani | Oro        | 1'48"55     |                                          |
| 2009 | Mondiali         | Berlino   | 800 m piani | 4º         | 1'45"57     |                                          |
| 2011 | Mondiali         | Taegu     | 800 m piani | Bronzo     | 1'44"49     |                                          |
| 2012 | Europei          | Helsinki  | 800 m piani | Oro        | 1'48"61     |                                          |
| 2012 | Giochi olimpici  | Londra    | 800 m piani | Semifinale | 1'45"09     | Miglior prestazione personale stagionale |

## Altre competizioni internazionali
1999
- Oro in Coppa Europa ( Parigi), 800 m piani - 1'48"53

2001
- Argento alla Grand Prix Final ( Melbourne), 800 m piani - 1'46"78

2002
- Oro in Coppa Europa ( Annecy), 800 m piani - 1'46"58

2003
- 8º alla World Athletics Final ( Monaco), 800 m piani - 1'47"42

2004
- Bronzo in Coppa Europa ( Bydgoszcz), 1500 m piani - 3'50"99

2005
- Bronzo alla World Athletics Final ( Monaco), 800 m piani - 1'47"18

2009
- 5º alla World Athletics Final ( Salonicco), 800 m piani - 1'46"04

2010
- Campionati europei a squadre di atletica leggera ( Bergen)
- Oro agli Europei a squadre ( Bergen), 800 m piani - 1'45"41